# Народен православен сбор
Народен православен сбор (ЛАОС) (на гръцки: Λαϊκός Ορθόδοξος Συναγερμός) е гръцка политическа формация, често назовавана със съкращението ЛАОС, което означава народ. Партията претендира да бъде „национално консервативна сила“, често обаче е квалифицирана като „дясно екстремистка“ и дори „расистка“. Не признава българския произход на населението в Егейска Македония (наричани в Гърция „българофони“ или „славофони“) и се бори за закриване на техните организаии като опасни за националната сигурност на Гърция.
Партията е формирана на 14 септември 2000 г. от телевизиония журналист Георгиос Карадзаферис, изключен по-рано от Костас Караманлис от Нова демокрация. ЛАОС застъпва тезата, че Турция не принадлежи нито географски нито културно към Европа, така че не би следвало да бъде приемана в Европейския съюз. Формацията застъпва провеждането на ограничителна политика спрямо емигрантите, особено спрямо тези от Албания. Настоява за задълбочаване на отношенията със Сърбия и Русия, отхвърля категорично независимостта на Косово.
На парламентарните избори през септември 2007 г. партията успява да прехвърли 3% бариера и да вкара 10 депутати в гръцкия парламент. На изборите през 2009 г. ЛАОС печели два мандата в Европейския парламент (събирайки 7,14% от гласовете), а на парламентарните избори същата година печели с 5,63% правото да вкара 15 депутати в гръцкия парламент. Във временното правителство на Лукас Пападимос от 2011 г. партията има един министър (Макис Воридис, на транспорта) и трима зам. министри.